# Aspidiophorus pori
Aspidiophorus pori är en djurart som tillhör fylumet bukhårsdjur, och som beskrevs av Kisielewski 1999. Aspidiophorus pori ingår i släktet Aspidiophorus och familjen Chaetonotidae. Inga underarter finns listade i Catalogue of Life.